# Grevillea dryandroides
Grevillea dryandroides är en tvåhjärtbladig växtart. Grevillea dryandroides ingår i släktet Grevillea och familjen Proteaceae.

## Underarter
Arten delas in i följande underarter:
- G. d. dryandroides
- G. d. hirsuta